# Apis mellifera sicula
Apis mellifera sicula este o subspecie din Provincia Trapani, Sicilia, a albinei melifere europene, Apis mellifera.